# 蒂希基維茨宮 (帕蘭加)
蒂希基維茨宮是立陶宛城市帕蘭加的一座新文藝復興式風格的建築，為蒂希基維茨家族而興建。這座建築始建於1893年，在1897年竣工。蒂希基維茨宮被公園環繞，公園內種植了不少珍惜植物。自1963年開始，該建築被作為帕蘭加琥珀博物館使用。